# Associator
In de abstracte algebra is de associator, voor een ring of algebra {\displaystyle R}, de multilineaire afbeelding {\displaystyle R\times R\times R\to R} gegeven door 
{\displaystyle [x,y,z]=(xy)z-x(yz)}.
Net als de commutator de mate van niet-commutativiteit meet, meet de associator de mate van niet-associativiteit van de elementen in een niet-associatieve ring en een niet-associatieve algebra. De associator is gelijk aan nul voor elementen in een associatieve ring of algebra. 
Voor de associator in een ring geldt de eigenschap:
{\displaystyle w[x,y,z]+[w,x,y]z=[wx,y,z]-[w,xy,z]+[w,x,yz]}.
Bovendien is de associator alleen dan alternerend als de ring {\displaystyle R} een alternatieve ring is. Een associator is alternerend als verwisseling van twee argumenten leidt tot tekenwisseling, dus als
{\displaystyle [x,y,z]=-[y,x,z]=-[z,y,x]=-[x,z,y].}
In het bijzonder is dan
{\displaystyle [x,x,y]=[x,y,y]=[x,y,x]=0}.
In hoger-dimensionale algebra, waar niet-identieke morfismen tussen algebraïsche uitdrukkingen kunnen bestaan, is een associator een isomorfisme
{\displaystyle a_{x,y,z}:(xy)z\mapsto x(yz)}.